# ورزشکار سال ایران
ورزشکار سال ایران عنوانی است که هر ساله توسط سازمان صدا و سیما به یک یا چند ورزشکار ایرانی داده میشود.

## برندگان
| سال               | سال             | برنده         | ورزش          |
| گاه‌شماری در ایران | گاه‌شماری میلادی | برنده         | ورزش          |
| ----------------- | --------------- | ------------- | ------------- |
| ۱۳۷۹              | ۲۰۰۰–۲۰۰۱       | حسین رضازاده  | وزنه‌برداری    |
| ۱۳۸۰              | ۲۰۰۱–۲۰۰۲       | حسن رنگرز     | کشتی          |
| ۱۳۸۱              | ۲۰۰۲–۲۰۰۳       | حسین رضازاده  | وزنه‌برداری    |
| ۱۳۸۲              | ۲۰۰۳–۲۰۰۴       | حسین رضازاده  | وزنه‌برداری    |
| ۱۳۸۳              | ۲۰۰۴–۲۰۰۵       | هادی ساعی     | تکواندو       |
| ۱۳۸۴              | ۲۰۰۵–۲۰۰۶       | حسین رضازاده  | وزنه‌برداری    |
| ۱۳۸۵              | ۲۰۰۶–۲۰۰۷       | مراد محمدی    | کشتی          |
| ۱۳۸۵              | ۲۰۰۶–۲۰۰۷       | احسان حدادی   | دو و میدانی   |
| ۱۳۸۶              | ۲۰۰۷–۲۰۰۸       | حمید سوریان   | کشتی          |
| ۱۳۸۷–۱۴۰۲         | ۲۰۰۸–۲۰۲۳       | اعطا نشده است | اعطا نشده است |